# Petrophile striata
Petrophile striata är en tvåhjärtbladig växtart som beskrevs av Robert Brown. Petrophile striata ingår i släktet Petrophile och familjen Proteaceae. Inga underarter finns listade i Catalogue of Life.